# 三叉山
三叉山（さんさざん）は、台湾の台東県海端郷と花蓮県卓渓郷と高雄市桃源区に跨る標高3,496mの山。玉山国家公園の境界でもある。

## 概要
緩やかで大きな草原の山体が特徴的。台湾百岳で27位で、「十崇」の一つである。

## 事件

### 三叉山事件
1945年9月10日、第二次世界大戦の日本の降伏宣言後、フィリピンから飛び立った軍用機が三叉山の東北東部に墜落。解放されたアメリカ人捕虜など、機内全員26人が死亡した。また、日本軍の警備隊（前、中、後の3隊からなる）が救助に向かった際、前隊の26人が途中で遭難し、生存者は憲兵の曹長である後山定氏の僅か1名だけだった。

### 2012年大鵬航空BN-2墜機事件
2012年8月30日、大鵬航空の航空写真撮影機が行方不明になり、その後9月1日に三叉山の東側で墜落したことが分かり、機内のパイロット、航空写真撮影員の2人、副操縦士が犠牲になった。